# Erwin Klinkenberg
Erwin Klinkenberg (Kelmis, 22 januari 1952) is een Belgisch politicus van de Sozialistische Partei.

## Levensloop
Erwin Klinkenberg werd beroepshalve slotenmaker, waarna hij in een elektrobedrijf werkte.
Van 1989 tot 1994 was hij voor de SP OCMW-raadslid van Kelmis, waar hij van 1995 tot 2018 gemeenteraadslid was en sinds 2018 OCMW-voorzitter is. Ook werd hij lid van de beheerraden van talrijke socioculturele instellingen. 
Bovendien was hij van 2004 tot 2010 lid van het Parlement van de Duitstalige Gemeenschap.